# Andrei Kolkutin
Andrei Kolkutin, de vegades conegut com a Andrei Kolkoutine segons la transcripció afrancesada del rus Андрей Колкутин (nascut el 1957 a Smoliàninovo, Primórie), és un famós artista rus conegut per les seves habilitats tècniques i les seves característiques artístiques. A vegades els motius són la gent treballadora normal i corrent de Rússia, que per altra banda tenen un caràcter indefinit, amb humor i amabilitat. A vegades els elements suprematistes es combinen amb els elements figuratius. A la part inferior dels quadres poden aparèixer edificis distorsionats o cartes que completen la composició.
Kolkutin es va graduar el 1982 a l'Acadèmia d'Arts Repin, a Leningrad. Actualment viu i treballa a Nàltxik, a la República de Kabardino-Balkària de la Federació Russa.
Kolkutin ha desenvolupat la seva pròpia tècnica barrejant tradicions de les icones russes amb el suprematisme de Malèvitx, el cubisme i l'art naïf. El mitjà acostuma a ser la pintura a l'oli, però Kolkutin també ha fet escultures i treballs gràfics. Segons afirma, Kolkutin buscava els tons de colors tan especials que es troben a les antigues icones russes i va desenvolupar un mètode per fer aquests tons enganxant una capa de pintura grisa a la tela abans de pintar els colors, cosa que dona als colors una càlida claredat, distintiva de Kolkutin. Aquesta barreja de les antigues tradicions russes per confegir un nou estil ha estat controvertida.
Els quadres de Kolkutin són àmpliament exposats en museus, institucions i col·leccions privades de tot el món: a Rússia, França, els Estats Units, Alemanya, Dinamarca o Suïssa, entre d'altres.

## Col·leccions
L'art de Kolkutin és exposat, entre altres llocs, a les següents institucions:
- Galeria Estatal Tretiakov de Moscou
- Museu Estatal de Kabardino-Balkària
- Galeria de Pintura de Volgograd
- Museu d'Art de Tula
- Col·lecció del Banc Moskóvia
- Col·lecció de l'Inkombank (Moscou)
- Col·lecció del Banc Stolitxni (Moscou)
- Sala d'exposicions Olimp (Moscou)
- Sygeplejeskolen, Århus (Dinamarca)
- Museu de l'Art Religiós, Lemvig (Dinamarca)
- Kastrupgårdsamlingen, Copenhaguen (Dinamarca)